# Lisowski (Adelsgeschlecht)

Das Wappen Lis von den Lisowskis

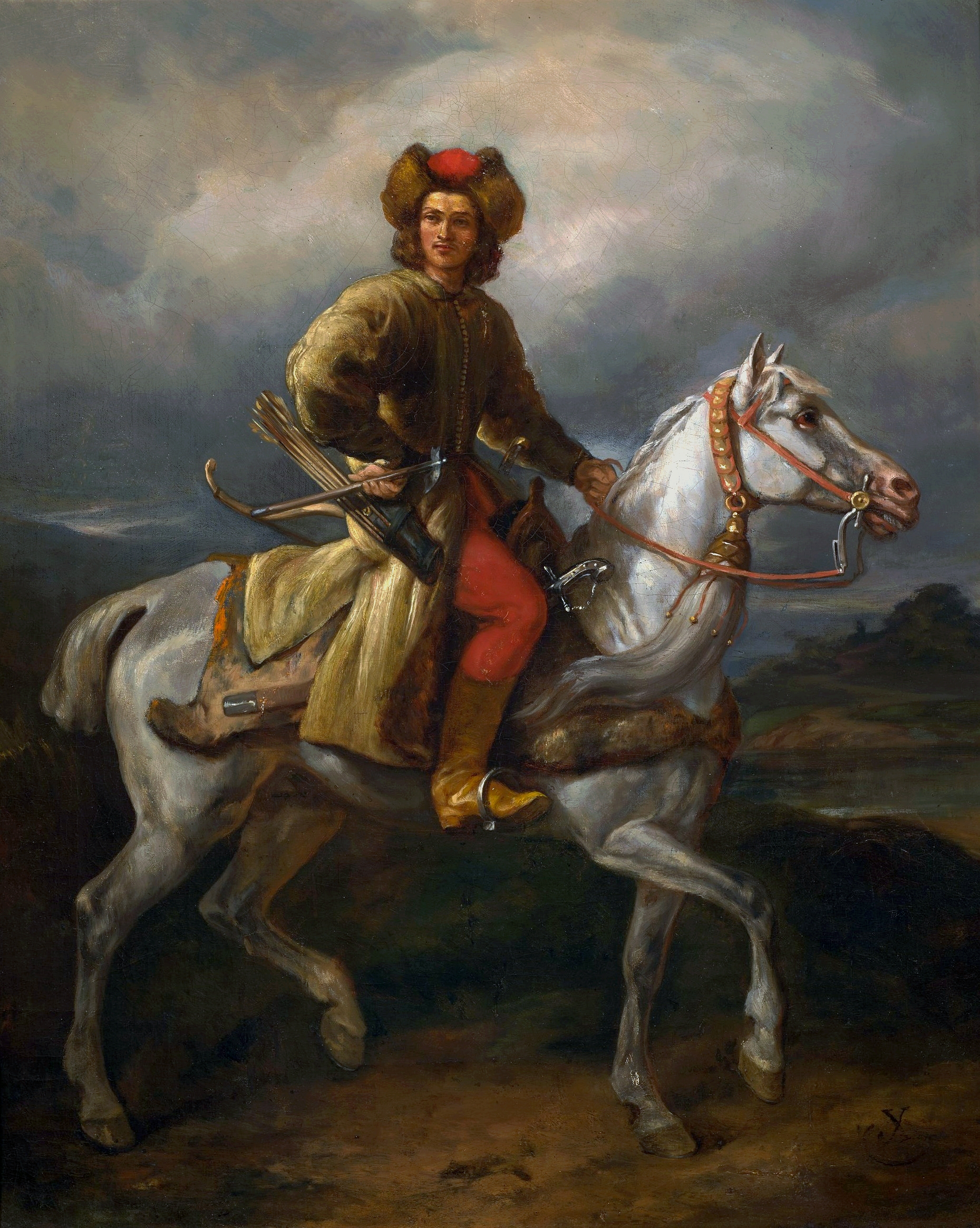
Ein Lisowczycy-Reiter
(Kopie von Rembrandt)

Lisowski (in der weiblichen Form Lisowska) war ein polnisches Adelsgeschlecht. Am Anfang des 16. Jahrhunderts gehörte das Geschlecht zur Szlachta in Pommern und noch nicht zu den Magnaten. Nach der Übersiedlung seiner Familie nach Litauen änderte sich dies mit Aleksander Józef Lisowski, der als Militär einige Kosaken auf seine Seite zog und eine Reitergruppe bildete. Aus den Reitern bildete sich die Lisowczycy Lisowski-Kosaken, welche mit militärischen Erfolg an Kämpfen gegen die Schweden und Russen teilnahmen. Durch diese Tat erlangte die Familie hohes Ansehen und Ruhm.

## Namensträger
- Franciszek Lisowski, Bischof von Tarnów
- Aleksander Józef Lisowski, Militärführer